# Andrena pellucida
Andrena pellucida är en biart som beskrevs av Warncke 1974. Andrena pellucida ingår i släktet sandbin, och familjen grävbin. Inga underarter finns listade i Catalogue of Life.